# 1711
| 1711               |
| ------------------ |
| Dødsfald - Fødsler |
| • Begivenheder     |

| Gregoriansk kalender | 1711 MDCCXI             |
| Ab urbe condita      | 2464                    |
| Armensk kalender     | 1160 ԹՎ ՌՃԿ             |
| Kinesiske kalender   | 4407 – 4408 庚寅 – 辛卯 |
| Etiopisk kalender    | 1703 – 1704             |
| Jødisk kalender      | 5471 – 5472             |
| Hindukalendere       |                         |
| - Vikram Samvat      | 1766 – 1767             |
| - Shaka Samvat       | 1633 – 1634             |
| - Kali Yuga          | 4812 – 4813             |
| Iransk kalender      | 1089 – 1090             |
| Islamisk kalender    | 1123 – 1124             |

Konge i Danmark: Frederik 4. 1699-1730 – Danmark i krig: Den store nordiske krig 1700-1721
Se også 1711 (tal)

## Begivenheder

### Maj
- 25. maj - på grund af den stadig mere udbredte pest i Helsingør beslutter Kong Frederik 4. at isolere byen og de omkringliggende landsbyer. Isolationen skal holdes med magt og al omgang og handel med andre byer hindres. Forsøger nogen at bryde ud, har soldaterne ordre til at skyde

### Udateret
- Epidemi af Byldepest hærger store dele af Europa. I København dør 1/3 af byens befolkning, omkring 23.000 mennesker.
- Dorothea Krag overdrager postbestallingen til den danske stat efter i 1703 at have arvet den efter sin mand, Christian Gyldenløve

## Født
- 26. april - David Hume, skotsk filosof og historiker (død 1776).

## Dødsfald
- 17. april – Josef 1. af Det tysk-romerske Rige fra 1705 til sin død. (født 1678).
- 29. juni - Christen Erichsøn, sognepræst ved Sortebrødre Kirke fra 1670 (født 1639).